# Терновая (Харьковский район)
Терновая (укр. Тернова) — село в Харьковском районе Харьковской области Украины. Является административным центром Терновского сельсовета, в который также входит село Перемога.

## Население
Население по переписи 2001 года составляло 907 человек (432 мужчины и 475 женщин).

## Географическое положение
Село Терновая расположена между балками Фролова, Гремучей и Градской лог между реками Муром (6 км) и Северский Донец (9 км). На расстоянии в 2,5 км расположено село Варваровка. К селу примыкает несколько лесных массивов, в том числе лес Заломный (дуб). В 2 км проходит граница с Россией.

## История
В середине XIX века в слободе Терновой были церковь, пять ветряных мельниц и почта.
В 1920 году основан Терновский сельсовет. В 1940 году в Терновой были 576 дворов, озеро и ветряная мельница.
12 мая 1942 года РККА начала наступление на вермахт с двух направлений — из Барвенково и Волчанска-Салтова (с Салтовского плацдарма на правобережье Северского Донца) — с целью окружить оккупированный немцами 24-25 октября 1941 года Харьков (закончившееся Барвенковским котлом). Пространство между Непокрытой-Перемогой-Терновой стало местом ожесточённых боёв. Само село и местность вокруг стали местом кровопролитных боёв в середине мая 1942 года. Терновая была узловой точкой, опорным пунктом немецкой обороны в марте-мае 1942 года. В это время в ней располагался командный пункт 3-й танковой дивизии вермахта. На этом пункте неоднократно бывали командующие: генерал-полковники Фридрих Паулюс и Карл Холлидт.
13 мая 1942 года в Терновой, которая была сильно укреплённым пунктом, был окружён силами двух стрелковых дивизий и двух танковых бригад, обходивших село, немецкий гарнизон. Окружённые немцы, снабжаемые по воздуху, продержались до конца мая и затем были деблокированы немецкими войсками.
После войны к Терновскому сельсовету был присоединён Переможский поселковый совет.

## Экономика
- Птице-товарная ферма (не работает)
- ПС 110/10 кВ «Терновая» АК «Харьковоблэнерго»
- Агрофирма «Рассвет»

## Объекты социальной сферы
- Школа
- Клуб

## Достопримечательности
- Братская могила советских воинов. Похоронено 253 воина.